# Prunus pumila
Prunus pumila, comúnmente denominado cereza de arena, es una especie de Norteamérica de cerezo de la familia Rosaceae. Está muy extendida al este y el centro de Canadá de Nuevo Brunswick al oeste de Saskatchewan y el norte de los Estados Unidos a partir de Maine a Montana, al sur, hasta  Colorado, Kansas, Indiana y Virginia, con algunas poblaciones aisladas en Tennessee y Utah. Crece en lugares arenosos como los litorales y dunas.
Prunus pumila  es un arbusto caducifolio  que crece a 10-40 cm (4-16 pulgadas) (raramente a 180 cm (6 pies) de altura), formando densas colonias clonales por los brotes de las raíces. Las hojas de textura endurecida, de 4–7 centímetros (1,6–2,8 in) de longitud, con un margen serrado. Las flores tienen de 15–25 milímetros (0,59–0,98 in) de diámetro con cinco pétalos blancos y 25-30 estambres. Se producen en pequeños grupos de dos a cuatro. El fruto es una pequeña "cereza" comestible de 13–15 milímetros (0,51–0,59 in). de diámetro, con una maduración de color púrpura oscuro a principios de verano
Variedades
- Prunus pumila  var.  Besseyi   (Bailey) Gleason,  cereza de arena occidental (también llamada cereza de las Montañas Rocosas) - Saskatchewan, Manitoba, Ontario Occidental, al sur de Colorado y Kansas
- Prunus pumila  var.  Depressa   (Pursh) Gleason,  oriental de cereza de arena - Ontario, Quebec, Nueva Brunswick al sur de Pennsylvania
- Prunus pumila  var.  Pumila, Grandes Lagos cereza de arena - al borde del Grandes Lagos
- Prunus pumila  var.  Susquehanae   (huerto ex Willd.). Jaeger,  Susquehana cereza arena - Manitoba del este de Maine, al sur de Tennessee

Prunus x cistena  (cereza de arena  hoja púrpura) es un híbrido de Prunus  cerasifera (Cherry Plum) y Prunus pumila.  Fue desarrollado por Niels Ebbesen Hansen de Universidad Estatal de Dakota del Sur en 1910.

## Galería

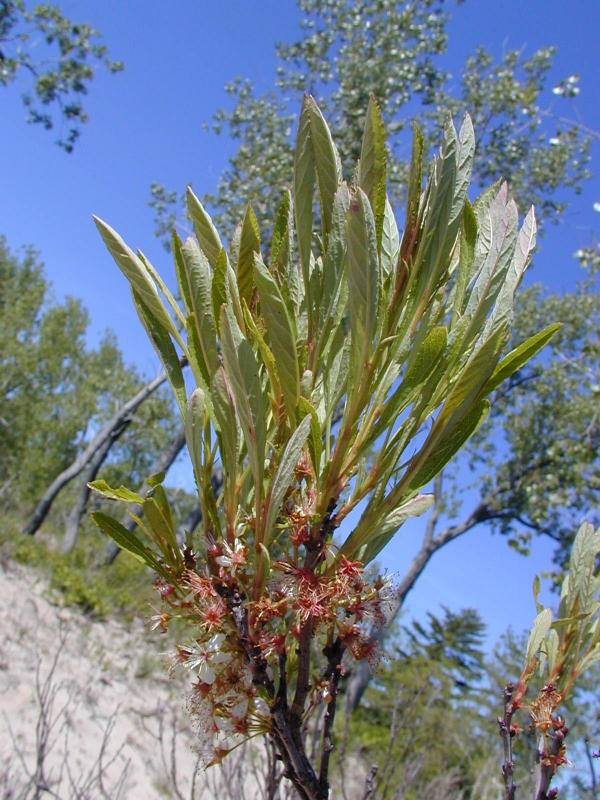
P. pumila  var.  Pumila  justo después de la floración, a principios de junio.
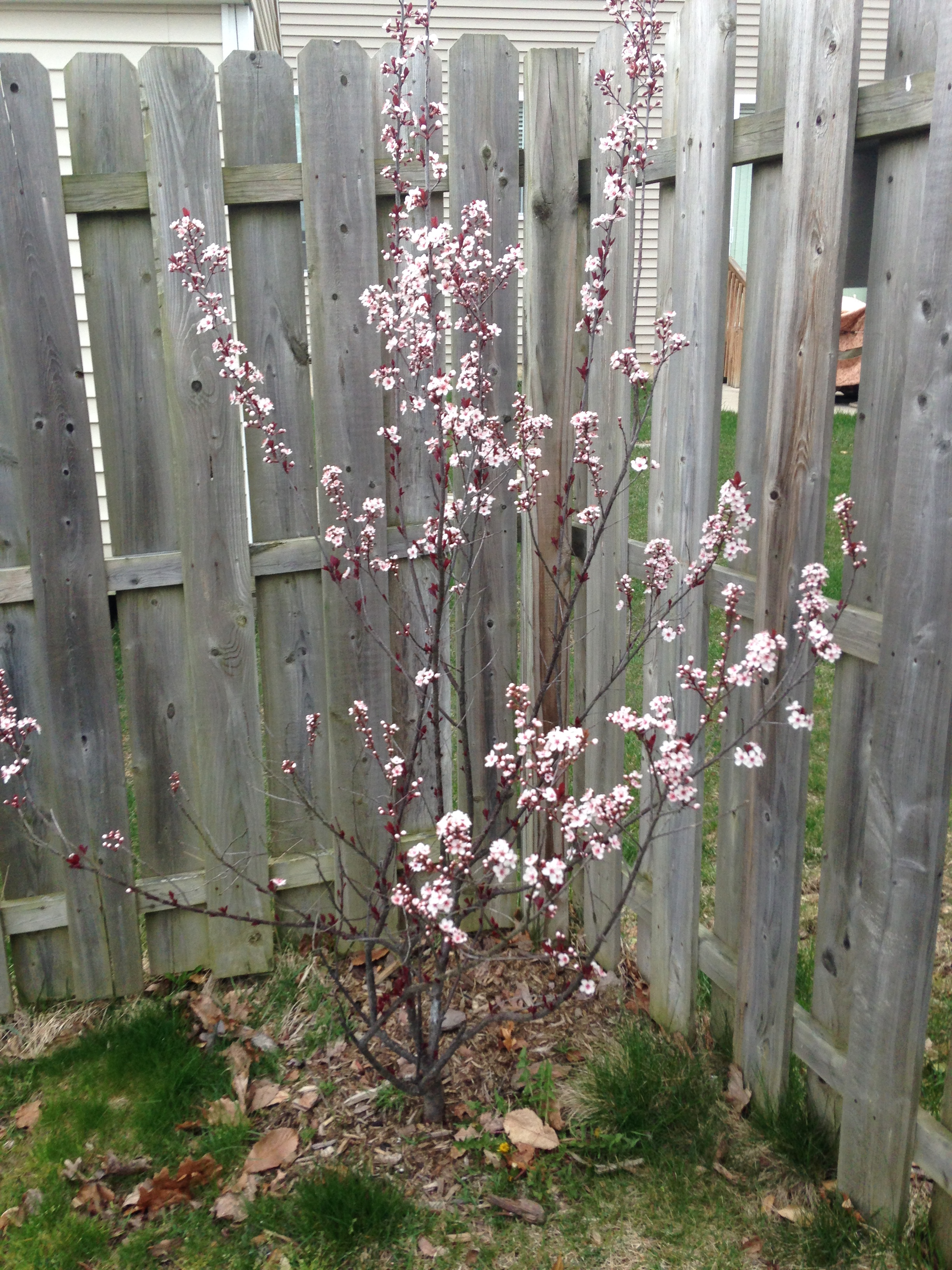
Hoja púrpura de cerezo de arena (Prunus cistena) de la floración a la primavera